# Andorra op de Olympische Winterspelen 2010

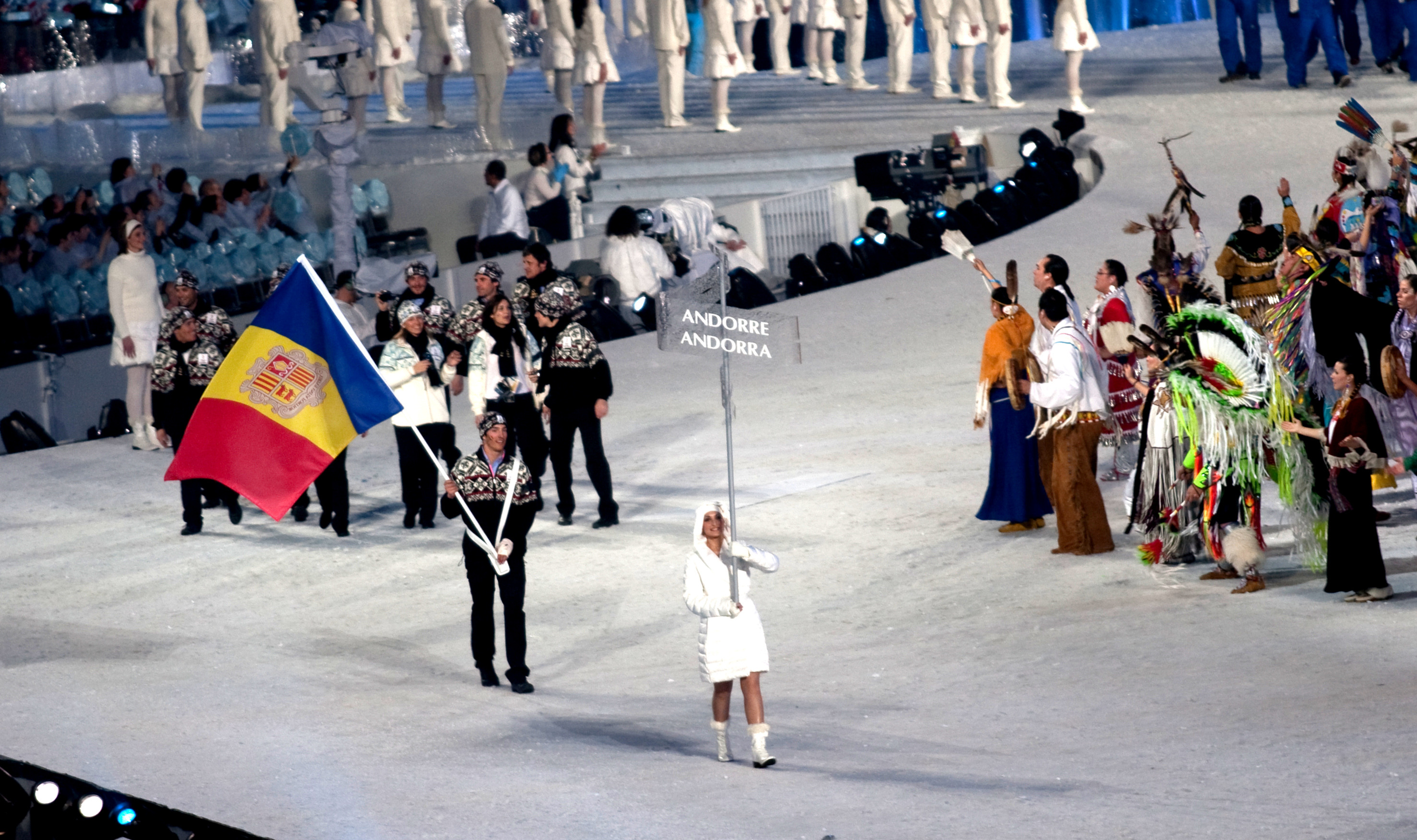
Het team van Andorra bij de opening

Tijdens de Olympische Winterspelen van 2010, die in Vancouver (Canada) werden gehouden, nam Andorra voor de tiende keer deel aan de Winterspelen.

## Deelnemers en resultaten
(m) = mannen, (v) = vrouwen 

### Alpineskiën
| Olympiër            | Discipline       | Resultaat | Prestatie                                                           |
| ------------------- | ---------------- | --------- | ------------------------------------------------------------------- |
| Roger Vidosa (2)    | afdaling (m)     | 48e       | 1.59,65                                                             |
| Roger Vidosa (2)    | combinatie (m)   | 25e       | afdaling: 1.57,48 (38e) slalom: 52,85 (23e) totaal: 2.50,33 (+5,41) |
| Roger Vidosa (2)    | super-g (m)      | 33e       | 1.33,65                                                             |
| Roger Vidosa (2)    | reuzenslalom (m) | DNF-2     | run 1: 1.21,91 (48e) run 2: niet gefinisht                          |
| Roger Vidosa (2)    | slalom (m)       | DNF-1     | run 1: niet gefinisht                                               |
| Kevin Esteve Rigail | afdaling (m)     | 47e       | 1.59,61                                                             |
| Kevin Esteve Rigail | combinatie (m)   | DNF-a     | afdaling: niet gefinisht                                            |
| Kevin Esteve Rigail | super-g (m)      | 39e       | 1.35,67                                                             |
|                     |                  |           |                                                                     |
| Mireia Gutiérrez    | combinatie (v)   | 24e       | afdaling: 1.29,16 (25e) slalom: 46,51 (19e) totaal: 2.15,67 (+6,53) |
| Mireia Gutiérrez    | afdaling (v)     | 28e       | 1.52,87                                                             |
| Mireia Gutiérrez    | super-g (v)      | DNF       | niet gefinisht                                                      |
| Mireia Gutiérrez    | reuzenslalom (v) | DNF-2     | run 1: 1.20,61 (43e) run 2: niet gefinisht                          |
| Mireia Gutiérrez    | slalom (v)       | DNF-2     | run 1: 54,81 (38e) run 2: niet gefinisht                            |
| Sofie Juárez        | reuzenslalom (v) | DNF-1     | run 1: niet gefinisht                                               |
| Sofie Juárez        | slalom (v)       | DNF-1     | run 1: niet gefinisht                                               |

### Langlaufen
| Olympiër            | Discipline                      | Resultaat | Prestatie                   |
| ------------------- | ------------------------------- | --------- | --------------------------- |
| Francesc Soulie (2) | sprint individueel klassiek (m) | 56e       | kwalificatie: 3.55,22 (56e) |
| Francesc Soulie (2) | 15 km vrije stijl (m)           | 73e       | 38.36,0                     |
| Francesc Soulie (2) | 30 km achtervolging (m)         | DNF       | niet gefinisht              |
| Francesc Soulie (2) | 50 km klassiek (m)              | 47e       | 2:25.00,8 (+19.25,3)        |

### Snowboarden
| Olympiër            | Discipline | Resultaat | Prestatie                   |
| ------------------- | ---------- | --------- | --------------------------- |
| Lluis Marin Tarroch | cross (m)  | 34e       | kwalificatie: 34e (1.47,36) |

Albanië · Algerije · Andorra · Argentinië · Armenië · Australië · Azerbeidzjan · België · Bermuda · Bosnië en Herzegovina · Brazilië · Bulgarije · Canada · Chili · China · Chinees Taipei · Colombia · Cyprus · Denemarken · Duitsland · Estland · Ethiopië · Finland · Frankrijk · Georgië · Ghana · Griekenland · Groot-Brittannië · Hongarije · Hongkong · Ierland · IJsland · India · Iran · Israël · Italië · Jamaica · Japan · Kaaimaneilanden · Kazachstan · Kirgizië · Kroatië · Letland · Libanon · Liechtenstein · Litouwen · Macedonië · Marokko · Mexico · Moldavië · Monaco · Mongolië · Montenegro · Nederland · Nepal · Nieuw-Zeeland · Noord-Korea · Noorwegen · Oekraïne · Oezbekistan · Oostenrijk · Pakistan · Peru · Polen · Portugal · Roemenië · Rusland · San Marino · Senegal · Servië · Slovenië · Slowakije · Spanje · Tadzjikistan · Tsjechië · Turkije · Verenigde Staten · Wit-Rusland · Zuid-Afrika · Zuid-Korea · Zweden · Zwitserland